# U-398
Unterseeboot 398 foi um submarino alemão do Tipo VIIC, pertencente a Kriegsmarine que atuou durante a Segunda Guerra Mundial.

## Comandantes
| Comandante              | Data                                           |
| ----------------------- | ---------------------------------------------- |
| KrvKpt. Johann Reckhoff | 18 de dezembro de 1943 - 8 de novembro de 1944 |
| Oblt. (R) Wilhelm Cranz | 9 de novembro de 1944 - 17 de abril de 1945    |

## Subordinação
Durante o seu tempo de serviço, esteve subordinado às seguintes flotilhas:
| Período                                      | Flotilha                                   |
| -------------------------------------------- | ------------------------------------------ |
| 18 de dezembro de 1943 - 31 de julho de 1944 | 5. Unterseebootsflottille (treinamento)    |
| 1 de agosto de 1944 - 31 de outubro de 1944  | 3. Unterseebootsflottille (serviço ativo)  |
| 1 de novembro de 1944 - 17 de abril de 1945  | 33. Unterseebootsflottille (serviço ativo) |